# Rwamagana
Rwamagana es una ciudad y capital tanto del distrito de Rwamagana como de la provincia oriental de Ruanda.

## Características
Rwamagana se encuentra aproximadamente a 50 km de Kigali, en la carretera recientemente renovada que conduce al este hacia Tanzania. Anteriormente, había una gran cantidad de tráfico en el centro, en particular de carga hacia y desde Tanzania, pero con la reciente creación de una circunvalación, el centro de la ciudad ahora es más tranquilo. La ciudad se encuentra principalmente a lo largo de dos caminos, la ruta principal de este a oeste y un ramal que conduce al sur. El mercado principal y el Banco de Kigali se encuentran en este ramal, mientras que las dos estaciones de servicio de la ciudad, los estacionamientos de taxis y autobuses y la oficina de correos se encuentran en la carretera este-oeste. Hay una gran iglesia en el extremo occidental de la ciudad, junto a la escuela secundaria principal, y un nuevo centro de conferencias en el extremo oriental de la circunvalación. El distrito de Rwamagana tiene alrededor de 14 sectores que incluyen: Kigabiro, Muyumbu, Nyakariro, Karenge, Nzige, Gahengeri, Mwurire, Rubona, Gishari, Munyiginya, Muhazi, Gishari, Mushutu y Munyaga. Cuatro centros comerciales líderes con un mercado moderno y servicios centrales en las industrias comerciales son el centro de Rwamagana, el centro de Karenge, el centro de Nyagasambu y el centro de Rubona. Cuatro estaciones de lavado de café en este distrito incluyen: RWACOF en Karenge, KOPAKABI en Karenge, Muyumbu y las estaciones de lavado de Rubona son la principal fábrica para preparar el café en el distrito.

## Demografía
Para el 2022 se estima un total de 52974 habitantes, aunque no se cuenta con datos oficiales.